# Iama (deus)

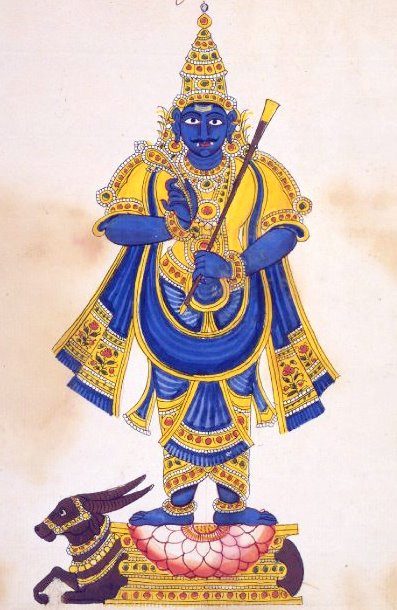

Iama (em védico: यम; romaniz.: Yama), no mitologia hindu, é o deus da morte, rei dos antepassados e juiz final sobre o destino das almas. É citado como Restritor, Pretaraja (lit. "rei dos fantasmas"), Darmaraja (Dharmaraja; (lit. "rei da justiça") e Daquesinasapati (Daksinasapati), com cujo título é descrito como regente do Quadrante Sul. Às vezes é nomeado Antaca (Antaka), Cala (Kala) ou Mertiu (Mrtyu), ou seja, Morte. Está presente na mitologia iraniana, na mitologia chinesa e japonesa e em elementos do budismo.